# Video Graphics Array
Pour les articles homonymes, voir VGA.
Video Graphics Array (VGA) est un standard d'affichage pour ordinateurs lancé en avril 1987 par IBM avec la mise en marché de la gamme PS/2, en même temps que le MCGA, en tant qu'amélioration des standards EGA (640 × 350) et CGA. VGA appartient à une famille de standards d'IBM et reste compatible avec les précédents formats.

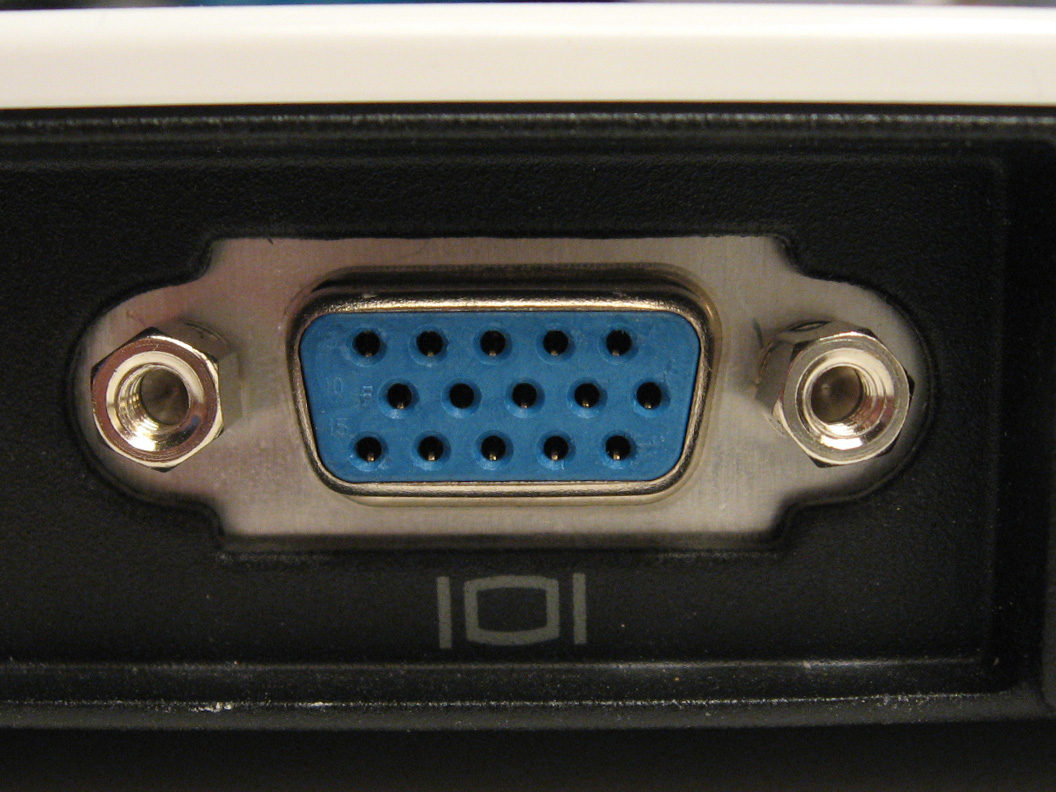
Prise femelle VGA.

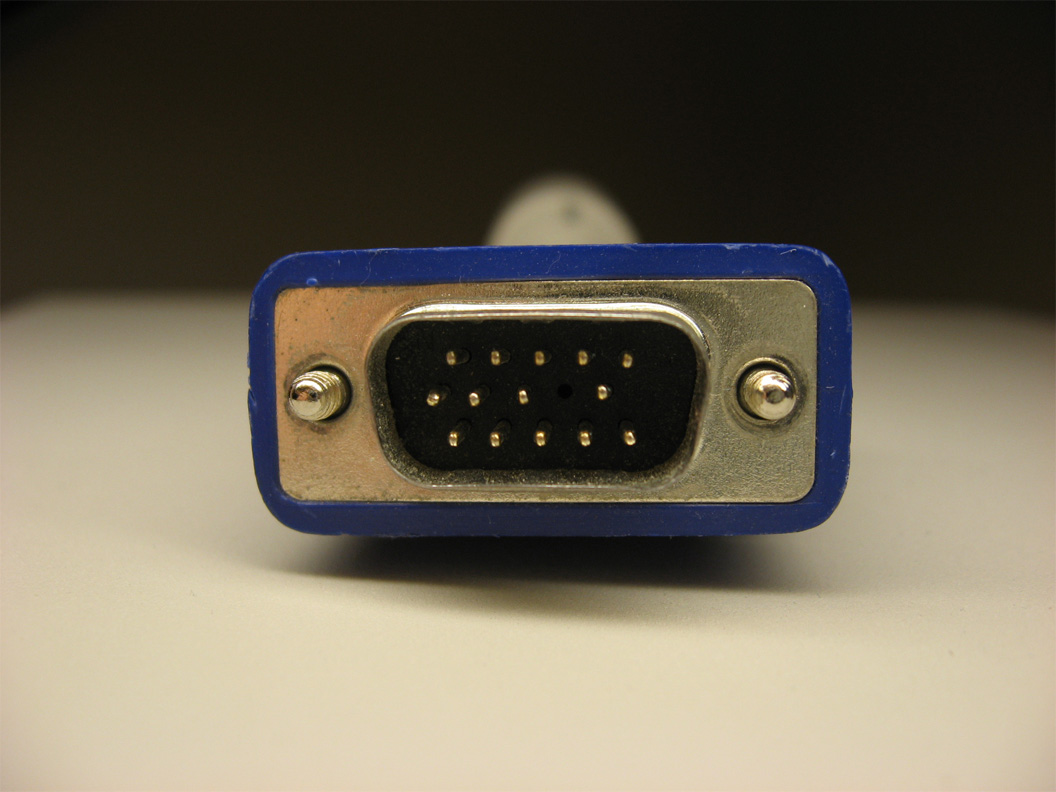
Fiche mâle VGA.

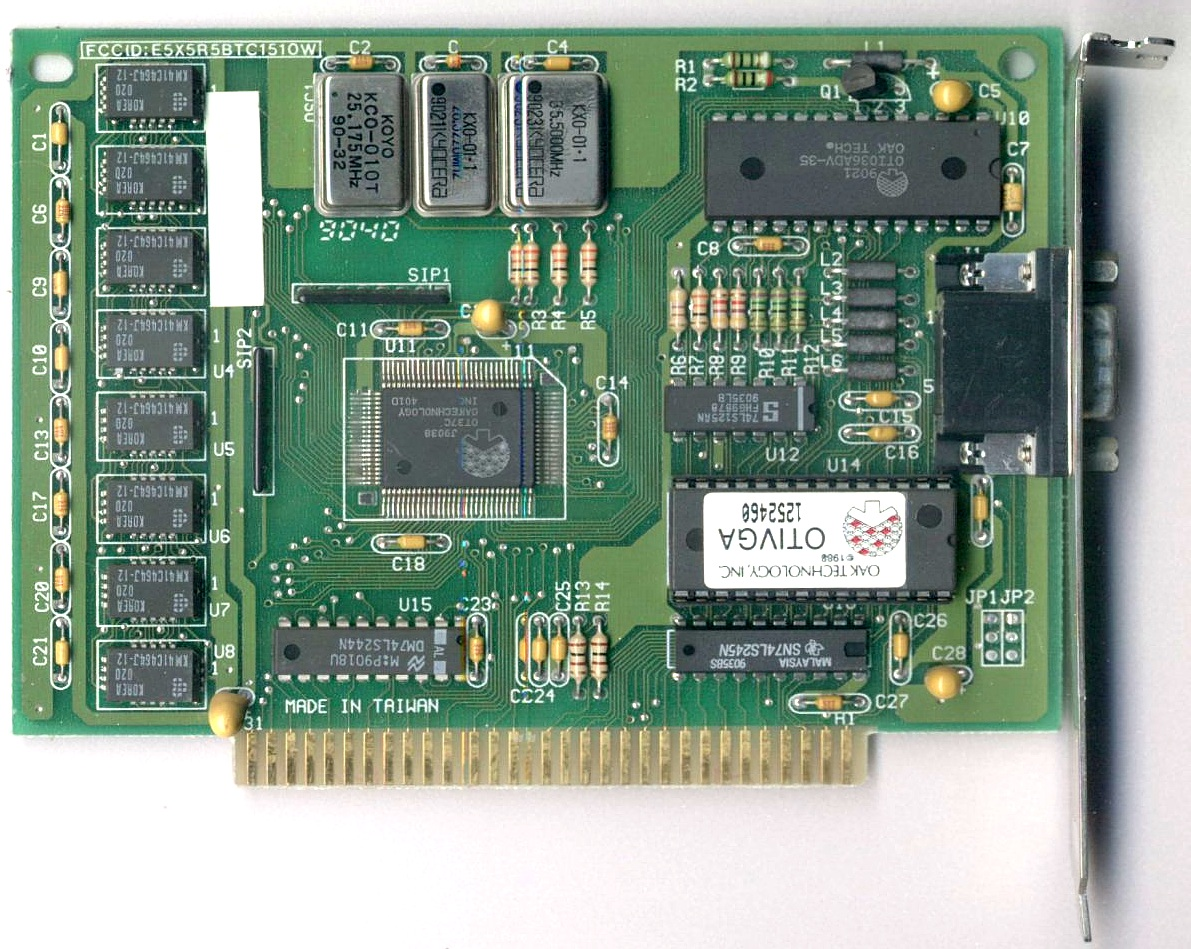
Carte graphique VGA.

Comme d'autres réalisations d'IBM, VGA a été très largement cloné par d'autres fabricants. Un consensus se fit rapidement ensuite sur le standard SVGA 800 × 600.
Le terme VGA désigne aussi bien un mode d'affichage (640 × 480, etc.) qu'une connectique (connecteur VGA).

## Spécifications
Le format utilise 256 kibioctets (kio) de mémoire vidéo et fonctionne selon deux modes : une palette de 16 couleurs en 640 × 480 ou 256 couleurs en 320 × 200 (MCGA) choisies parmi 262 144 couleurs. La définition maximum est de 720 colonnes par 480 lignes (720 × 480) avec un taux de rafraîchissement de 70 hertz.
Le standard VGA supporte également :
- quatre plans vidéo (qui sont les 4 bits de chaque pixel adressables séparément en mode 16 couleurs, hérités du EGA, ou une alternance de colonnes de pixels dans le cas du 256 couleurs ; dans les deux cas, c'est une forme rudimentaire d'accélération vidéo et c'est aussi un moyen de faire entrer 128k de RAM EGA ou 256k de RAM VGA dans une fenêtre d'accès de seulement 64k du bus ISA)
- le défilement matériel (scrolling) (en choisissant l'adresse de départ dans le tampon vidéo) ;
- la division de l'écran en 2 zones indépendantes séparées par une ligne horizontale, ainsi que le Copper effect[1], consistant à changer les réglages à la synchronisation horizontale du rafraîchissement d'écran (signal dit HSYNC) : dans ce cas on peut diviser l'écran en n'importe quel nombre de bandes horizontales – à condition d'avoir un parfait contrôle sur l'horloge du CPU ;
- des polices de caractères définies par logiciel en mode texte.

Les modes graphiques "standard" (du BIOS vidéo) qui sont spécifiques au VGA sont :
- 640 × 480 × 4 (16 couleurs)
- 320 × 200 × 8 (256 couleurs) ou Mode 13h

Il supporte également les précédents standards : EGA, CGA et MDA, et d'autres qui ne sont pas supportés par le BIOS vidéo. Le Mode X est en fait une option, le système à 4 plans en 256 couleurs, qui permet un plus grand nombre de modes 256 couleurs que l'option sans plans telle qu'utilisée dans le mode 13h. Avec le Mode X on peut faire 320, 360, 640 ou 720 colonnes, avec 200, 240, 350, 400 ou 480 rangées, ainsi que d'autres variations en ajoutant de petits nombres de colonnes ou rangées de chaque côté mais en conservant la même taille de pixels à l'écran (en changeant la taille des bordures). Toutes ces options de taille d'écran ne font pas partie du Mode X en tant que tel, mais deviennent utilisables seulement parce que le Mode X débloque l'accès à plus que 64k de RAM en 256 couleurs (320x200 prend 62.5k).
Le mode texte alphanumérique est de 80 ou 40 colonnes de caractères, en 25 ou 43 ou 50 ou 60 rangées, selon la taille graphique du mode et la taille de caractères choisie. Chaque cellule peut être définie en utilisant 16 couleurs de texte qui peut être rendu clignotant. Dans ce cas, seules 8 couleurs sont disponibles pour le fond contre 16 si le texte n'est pas clignotant. Bien qu'un mode monochrome soit disponible, la plupart des programmeurs utilisent le mode couleur avec un texte gris et un fond noir. Ces caractéristiques sont toutes disponibles en CGA ou EGA, sauf les modes à 50 et 60 rangées. En outre, le VGA permet aussi d'avoir 9 pixels de large par caractère (80 fois 9 = 720 pixels), et il permet de choisir entre 8, 14 ou 16 pixels de haut par caractère (contre 8 ou 14 en EGA, et seulement 8 en CGA). Le VGA permet en plus d'appliquer aux modes texte les palettes choisies parmi 262144 couleurs, alors que l'EGA le faisait avec 64. Finalement, les EGA et VGA permettent de définir sa propre police de caractères, ce qui a surtout été utilisée pour permettre d'autres "pages de code", surtout pour des caractères accentués supplémentaires et d'autres alphabets.
En mode couleur, chaque cellule du mode texte est associée à deux octets : l'un pour le caractère et l'autre utilisé pour ses attributs (1 bit de clignotement, 3 bits de couleur d'arrière-plan, 4 bits de couleur d'avant-plan).

## Connectique

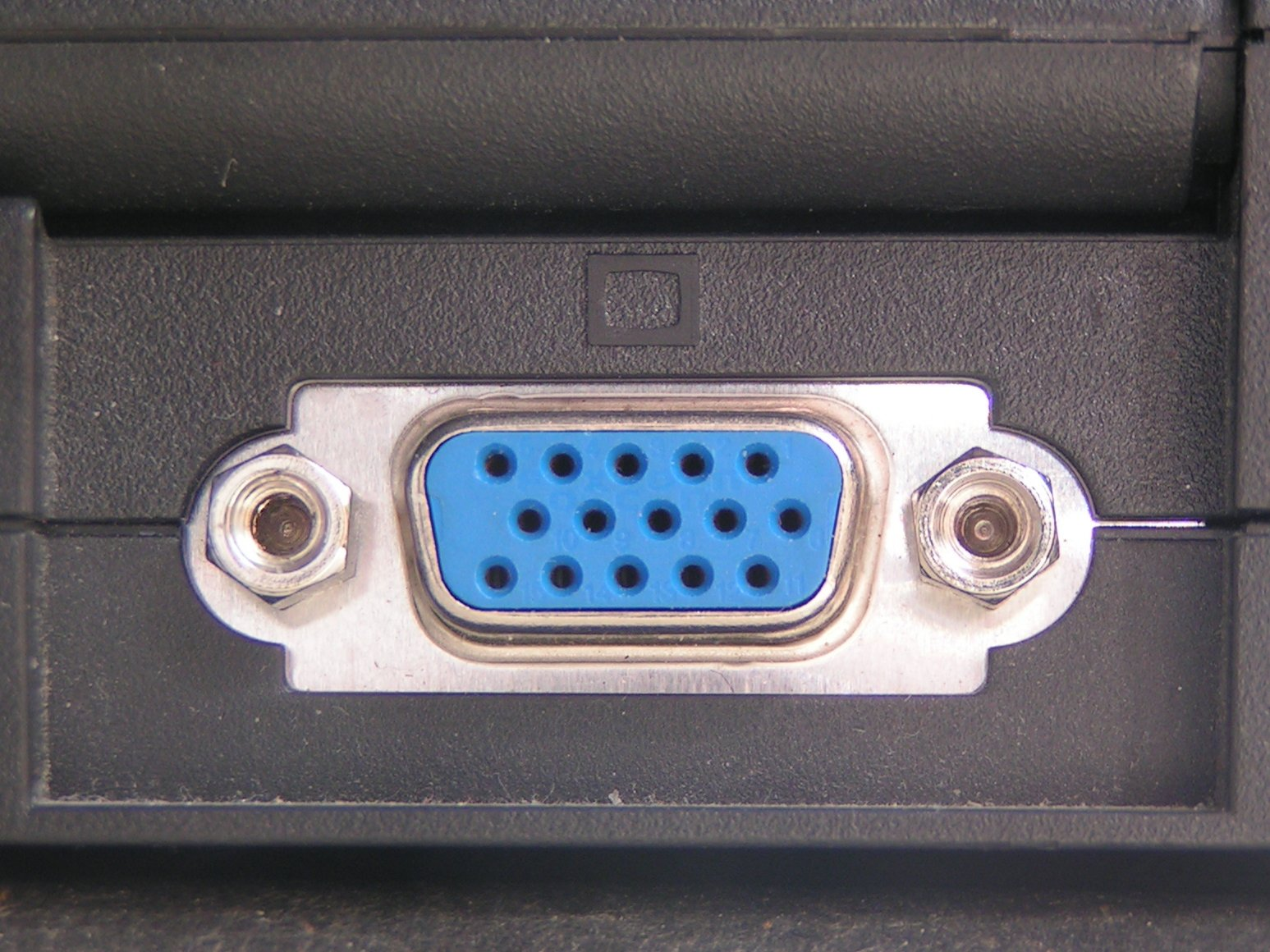
Connecteur D-sub à 15 broches (VGA femelle)

La connexion entre un ordinateur et un moniteur se faisait traditionnellement à l'aide de connecteurs D-sub de haute densité à 15 broches (connecteur VGA), ou de connecteurs miniatures Mini-VGA.
La connectique VGA, qui véhicule uniquement des signaux analogiques, est aujourd'hui concurrencée par des solutions plus récentes et numériques telles que DVI, HDMI ou DisplayPort qui équipent de nouveaux modèles d'ordinateurs. Il est courant en 2016 que des portables offrant une sortie HDMI disposent également d'une sortie femelle VGA permettant un affichage sur projecteur pour les conférences. Mais cela tendait déjà à disparaître en 2018.

## Table de comparaison
| Format d’affichage vidéo | Définition  | Définition  | Pixels (en millions) | Ratio largeur/hauteur | Pourcentage de différence en pixels | Pourcentage de différence en pixels | Pourcentage de différence en pixels | Pourcentage de différence en pixels | Pourcentage de différence en pixels | Pourcentage de différence en pixels | Pourcentage de différence en pixels | Pourcentage de différence en pixels | Pourcentage de différence en pixels | Format écran large | Dimension typique de l’écran |
| Format d’affichage vidéo | X (largeur) | Y (hauteur) | Pixels (en millions) | Ratio largeur/hauteur | QVGA                                | VGA                                 | SVGA                                | XGA                                 | XGA+                                | SXGA                                | SXGA+                               | UXGA                                | QXGA                                | Format écran large | Dimension typique de l’écran |
| ------------------------ | ----------- | ----------- | -------------------- | --------------------- | ----------------------------------- | ----------------------------------- | ----------------------------------- | ----------------------------------- | ----------------------------------- | ----------------------------------- | ----------------------------------- | ----------------------------------- | ----------------------------------- | ------------------ | ---------------------------- |
| QVGA                     | 320         | 240         | 0,08                 | 1,33                  | 0%                                  | -75 %                               | -84 %                               | -90 %                               | -92 %                               | -94 %                               | -95 %                               | -96 %                               | -98 %                               |                    | 2,8″/ 7,11 cm                |
| VGA                      | 640         | 480         | 0,31                 | 1,33                  | 300 %                               | 0%                                  | -36 %                               | -61 %                               | -69 %                               | -77 %                               | -79 %                               | -84 %                               | -90 %                               | WVGA               |                              |
| SVGA                     | 800         | 600         | 0,48                 | 1,33                  | 525 %                               | 56 %                                | 0 %                                 | -39 %                               | -52 %                               | -63 %                               | -67 %                               | -75 %                               | -85 %                               |                    |                              |
| XGA                      | 1024        | 768         | 0,79                 | 1,33                  | 914 %                               | 156 %                               | 64 %                                | 0 %                                 | -21 %                               | -40 %                               | -47 %                               | -59 %                               | -75 %                               | WXGA               | 15″/ 38 cm                   |
| XGA+                     | 1152        | 864         | 1,00                 | 1,33                  | 1196 %                              | 224 %                               | 107 %                               | 27 %                                | 0 %                                 | -24 %                               | -32 %                               | -48 %                               | -68 %                               | WXGA+              | 17″/ 43 cm                   |
| SXGA                     | 1280        | 1024        | 1,31                 | 1,25                  | 1607 %                              | 327 %                               | 173 %                               | 67 %                                | 32 %                                | 0 %                                 | -11 %                               | -32 %                               | -58 %                               | WSXGA              | 17-19″/ 43-48 cm             |
| SXGA+                    | 1400        | 1050        | 1,47                 | 1,33                  | 1814 %                              | 379 %                               | 206 %                               | 87 %                                | 48 %                                | 12 %                                | 0 %                                 | -23 %                               | -53 %                               | WSXGA+             |                              |
| UXGA                     | 1600        | 1200        | 1,92                 | 1,33                  | 2400 %                              | 525 %                               | 300 %                               | 144 %                               | 93 %                                | 46 %                                | 31 %                                | 0 %                                 | -39 %                               | WUXGA              | 20″/ 51 cm                   |
| QXGA                     | 2048        | 1536        | 3,15                 | 1,33                  | 3996 %                              | 924 %                               | 555 %                               | 300 %                               | 216 %                               | 140 %                               | 114 %                               | 64 %                                | 0 %                                 | WQXGA              | 30″/ 76 cm                   |